# Sahara Blue
Sahara Blue ist ein Musikalbum des französischen Musikers Hector Zazou von 1992. Zazou konzipierte das Album als eine Mischung aus unterschiedlichen Musikstilen, die inhaltlich auf den Gedichten von Arthur Rimbaud aufbauen.

## Entstehung / Konzept
Für Zazou war es nicht einfach, die verschiedenen Musiker für die Aufnahmen zu Sahara Blue zusammenzubringen. Zazou selbst blieb meist im Hintergrund und sorgte bei der Produktion für die elektronischen Klänge, sodass die Musiker auf dem Album ihre musikalischen Fähigkeiten unter Beweis stellen konnten. So reihen sich jazzige Songs wie Ophelie an pulsierende tanzorientierte Nummern wie I’ll Strangle You oder die ruhigen, friedlichen Meditationen von Harar et les Gallas am Klavier. Das Dead-Can-Dance-Duo Brendan Perry und Lisa Gerrard entfalten ihre besondere Magie in den Titeln Youth und Black Stream, wo Perrys dunkler, düsterer Synthesizer dem Gesang von Lisa Gerrard schmeichelt. Neben vielen anderen haben Bill Laswell, John Cale, David Sylvian, Ryuichi Sakamoto und Tim Simenon ihre jeweils eigene musikalische Note in Zazous Album einbringen können. Zazou ist es dabei trotzdem gelungen, Sahara Blue zu einem Konzeptalbum werden zu lassen.
Im Projektbuch zu Strong Currents (CD und Buch) schrieb Zazou zur Entstehung von Sahara Blue:

„Es war der Künstler Jacques Pasquier, der die Idee zu dem Album hatte, die Gedichte Rimbauds zu vertonen. Er hatte mich gebeten, etwas für den 100. Todestag Rimbauds zu komponieren, was in der Grande Halle von La Villette gefeiert werden sollte. Es musste eine Art Hintergrundmusik für eine Veranstaltung sein, die 24 Stunden in einer Schleife laufen sollte. Ich schlug eine Zusammenarbeit zwischen Sakamoto, Sylvian, Laurie Anderson und mir vor. Ich kann mich nicht mehr genau erinnern, warum Laurie Anderson nicht an dem Projekt teilgenommen hat. Wir gingen ins Studio und begannen mit den Aufnahmen. Die anderen Musiker kamen nach und nach dazu, als Jacques auch das Geld auftreiben konnte, um sie zu bezahlen. Mit keinem der Musiker gab es ernsthafte Probleme oder Missverständnisse. Selbst mit David Sylvian, der nicht wollte, dass die von ihm gesungenen Lieder in die endgültige Version von Sahara Blue aufgenommen werden (es gibt eine erste Version, in der er auf zwei Titeln singt). Sylvian hat nie seine Gründe für die Ablehnung erklärt, und das hat mich verletzt; aber die Zeit ist vergangen, und wir sind jetzt wieder im Kontakt.“

## Veröffentlichungen
Unmittelbar nach der Veröffentlichung erhob Virgin Records Einspruch gegen die Titel To a Reason und Victim of Stars. Bei beiden Titeln ist David Sylvian, der damals noch bei Virgin unter Vertrag war, als Leadsänger zu hören. Virgin verlangte, die Titel zurückzuziehen. David Sylvian war mit den Arrangements seiner Gesangsspuren nicht zufrieden. Zazou veröffentlichte die Aufnahmen trotzdem, in denen Sylvians Gesang nun einem Mr. X (7) zugeschrieben wurde. Virgin drohte daraufhin Zazou vor Gericht zu bringen, falls die Gesangsspuren nicht entfernt würden. Zazou zog daraufhin die im Dezember 1991 veröffentlichte CD zurück und veröffentlichte eine zweite Version im Januar 1992. Hier wurden die Titel von Sylvian gegen die Titel Youth und Black Stream mit Brandon Perry und Lisa Gerrard ausgetauscht. In dem Titel Youth wird Sylvian als Gitarrist genannt.
In beiden Veröffentlichungen des Albums blieb der Titel Lettre au Directeur des Messageries Maritimes erhalten, bei dem Mr. X (7) als Sänger und Komponist genannt wird. Sylvian sagte dazu, er halte das Album für nicht so gut, respektiere aber die Arbeit von Zazou und habe keine Probleme bei der Verwendung seiner Stimme im letzten Song gehabt. 1994 veröffentlichte Sony Music das Album Sahara Blue erneut mit allen vorhandenen Musiktiteln der vorherigen Versionen, in einer leicht abgewandelten Reihenfolge.

## Titellisten
Sahara Blue erste Ausgabe veröffentlicht, 1. Dezember 1991 als CD
|    | Titel                                         | Besetzung | Länge   |
| -- | --------------------------------------------- | --- | ------- |
| 1  | I’ll Strangle You                             | Bass – Bill Laswell Drumcomputer – Bill Laswell, Tim Simenon Keyboards – Christian Lechevretel Keyboards – Guy Sigsworth Sampling, Keyboards – Tim Simenon Gesang – Anneli Drecker, Gérard Depardieu | 5:12    |
| 2  | First Evening                                 | Bassklarinette – Renaud Pion Gitarre – David Sylvian Harfe, Gesang – Elizabeth Valetti Gesang – John Cale                                                                                            | 6:31    |
| 3  | Ophélie                                       | Klarinette – Renaud Pion Gesang – Dominique Dalcan | 6:20    |
| 4  | Lines                                         | Klarinette, Saxofon – Renaud Pion Gesang – Barbara Gogan | 3:33    |
| 5  | To A Reason                                   | Bass – Daniel Yvenec Oud – Nabil Khalidi Saxofon – Christian Lechevretel Gesang – Mr.X (7) Gesang, Erzähler – Yuka Fujii                                                                             | 6:23    |
| 6  | Hapolot Kenym                                 | Bassflöte – Renaud Pion Harfe – Elizabeth Valetti Gesang – Samy Birnbach | 4:59    |
| 7  | Hunger                                        | Bass – Daniel Yvenec Klarinette, Saxofon – Renaud Pion Gitarre – Vincent Kenis Trompete, Orgel – Christian Lechevretel Gesang – John Cale                                                            | 4:38    |
| 8  | Sahara Blue (Brussels)                        | Gesang – Barbara Gogan Gesang, Walkie-Talkie – Mr.X (7), David Sylvian, Yuka Fujii | 6:05    |
| 9  | Amdyaz                                        | Akustische Gitarre – Daniel Manzanas Gitarre, Bass – Vincent Kenis Perkussion, Gitarre – Denis Moulin Gesang – Malka Spigel, Khaled                                                                  | 5:31    |
| 10 | Victim Of Stars                               | Saxofon – Christian Lechevretel Gesang – Mr.X (7) | 4:40    |
| 11 | Harar Et Les Gallas                           | Saxofon – Renaud Pion Gesang – Ketema Mekonn | 4:28    |
| 12 | Lettre Au Directeur Des Messageries Maritimes | Bass, Drumcomputer – Bill Laswell Schlagzeug – Eric Henrion Gesang – Richard Bohringer Gesang, Erzähler, Gitarre – Mr.X (7), David Sylvian                                                           | 4:41    |
|    |                                               | Gesamtspielzeit | 1:03:01 |

Sonstige Mitwirkende des Albums:
- Soundeffekte – Lightwave (Titel: 7, 8, 10)
- Gitarre – Kent Condon (Titel: 2 to 4, 8)
- Horn – Renaud Pion (Titel: 2 to 4, 6, 7, 11)
- Keyboards – Hector Zazou (Titel: 1 bis 12)
- Texte – Arthur Rimbaud (Titel: 1 bis 10, 12)
- Perkussion – Steve Shehan (Titel: 3, 6 bis 8, 10)
- Klavier – Ryuichi Sakamoto (Titel: 3, 6, 10, 11)
- Gesang – Sussan Deyhim (Titel: 5, 6, 12)
- Produzent  – Hector Zazou
- Studiomischung – Gilles Martin, Hector Zazou

Sahara Blue, zweite Ausgabe veröffentlicht 1. Januar 1992 als CD
|    | Titel                                         | Besetzung | Länge   |
| -- | --------------------------------------------- | --- | ------- |
| 1  | I’ll Strangle You                             | | 5:12    |
| 2  | First Evening                                 | | 6:31    |
| 3  | Ophélie                                       | | 6:20    |
| 4  | Lines                                         | | 3:33    |
| 5  | Youth                                         | Bass – Daniel Yvenec Gitarre – David Sylvian Oud – Nabil Khalidi Synthesizer, Gitarre, Sampling, Keyboards – Hector Zazou Trombone – Christian Lechevretel Gesang – Lisa Gerrard Gesang – Sussan Deyhim Gesang – Bodhrán Perkussion, Darbuka – Brendan Perry | 5:29    |
| 6  | Hapolot Kenym                                 | | 4:59    |
| 7  | Hunger                                        | | 4:38    |
| 8  | Sahara Blue (Brussels)                        | | 6:05    |
| 9  | Amdyaz                                        | | 5:31    |
| 10 | Black Stream                                  | Klavier – Ryuichi Sakamoto Synthesizer – Brendan Perry Synthesizer, Drumcomputer – Lightwave Synthesizer, Sampling, Keyboards – Hector Zazou Gesang, Yangqin – Lisa Gerrard                                                                                  | 4:00    |
| 11 | Harar Et Les Gallas                           | | 4:28    |
| 12 | Lettre Au Directeur Des Messageries Maritimes | | 4:41    |
|    |                                               | Gesamtspielzeit | 1:01:27 |

Sahara Blue, dritte Ausgabe veröffentlicht 21. Februar 1994 als CD
|    | Titel                                         | Länge   |
| -- | --------------------------------------------- | ------- |
| 1  | I’ll Strangle You                             | 5:12    |
| 2  | First Evening                                 | 6:31    |
| 3  | Ophélie                                       | 6:20    |
| 4  | Lines                                         | 3:33    |
| 5  | Youth                                         | 5:34    |
| 6  | Hapolot Kenym                                 | 4:59    |
| 7  | Hunger                                        | 4:38    |
| 8  | Sahara Blue (Brussels)                        | 6:05    |
| 9  | Amdyaz                                        | 5:31    |
| 10 | Black Stream                                  | 3:57    |
| 11 | Harar Et Les Gallas                           | 4:28    |
| 12 | Lettre Au Directeur Des Messageries Maritimes | 4:41    |
| 13 | I’ll Strangle You (EP Version)                | 6:15    |
|    | Gesamtspielzeit                               | 1:07:44 |